# 水車発電機
水車発電機（すいしゃはつでんき、英: Water Turbine Generator, WTG）は、水車を原動機とした発電機。水車と発電機より構成される、一種のタービン発電機である。

## 構成
水車発電機は、流水の持つ運動エネルギー・圧力エネルギーを水車によって受け取り、得られた回転力によって発電機を回転させ電気エネルギー（電力）に変換する装置である。発電機と水車、そしてそれらの付帯設備より構成される。
水車発電機の中には、水をくみ上げるポンプのような機能を付与されたものも存在する。それは揚水機（ようすいき）と呼ばれ、揚水発電において用いられている。日本の水力発電所の水車発電機のうち、大容量のものの多くは揚水機である。

## 水車
水車は水車発電機の原動機であり、水車発電機用に開発された水車を発電用水車ともいう。
発電用水車には流水の衝撃を利用する衝動水車（しょうどうすいしゃ）と、反動力を利用する反動水車（はんどうすいしゃ）に大別される。主として前者にはペルトン水車、クロスフロー水車、ターゴインパルス水車があり、後者にはプロペラ水車（カプラン水車、斜流水車等）、フランシス水車がある。それぞれ異なる特性を持ち、有効落差や使用水量、その他条件により最適なものを選定する。
特に日本で水車というと一般的に馴染ものある開放式水流水車（古典的水車）は衝動水車に分類されるが、長年、回転速度が20rpm程度以下と遅いために発電には適さないとされてきた。しかし2000年前後から、ミニ水力・マイクロ水力の動力源として世界的にも再評価された。
-むしろ日本はこの点では世界的に遅れ、メーカーや電力会社が積極的ではなく、大学や企業などによる大規模なプロジェクトチームが組まれたこともなかった。多くは趣味的な草の根チームによる研究であったが、既設の水車でも増速機（一般に歯車またはVベルト）を用いて500～2000rpmに増速することで発電に利用できることが証明された。福島第一原子力発電所事故の後、国や公共団体、企業も古典的水車による発電に注目し始めた。

## 発電機
水車発電機に用いられる発電機は主として固定子を電機子、回転子を界磁とした回転界磁形の三相交流同期発電機である。電機子は送電に有利な三相交流を発生し、結線はY結線やダブルY結線が用いられる。界磁は電磁石によって磁極を形成する電磁石界磁が用いられる。電磁石界磁では磁力の大きさを調整することによって発電機端子電圧や無効電力の調整が可能である。発生した電力は変圧器によって電圧を上昇（昇圧）させた後、送電線を介して送電される。
一部の発電所では誘導発電機も採用されるが、電力系統と接続する際の突入電流が大きくなるので、小容量のものに限られる。
また、小水力以下の規模の更に小さな発電機では、永久磁石を使った永久磁石同期発電機が多用される。この規模の水力発電所では、水車の取り出す運動エネルギーの変動が大きいため、発電機と電力系統とは同期せず、途中にAC-ACインバータを介するか、発電機自体に整流回路を持ち、直流で取り出された電気出力をインバータで交流に変換して電力系統に送り出すのが通常である。これらの方式においては電力系統との同期（コンディショニング）はインバータが行うため、発電機は突入電流などは気にせず、簡素に製作可能である。
水車発電機の回転速度は速いものでも1000 rpm程度と、総じて汽力タービン発電機に比べ低速である。そのぶん磁極が数多く設けてあり、直径は大きく、長さは軸方向に短い。設置方法は軸を水平に寝かせた横軸形、垂直に立てた立軸形がある。横軸形は構造が簡単で小容量のものに多い。立軸形は構造が発電所の階層も多くなるが、落差を有効に利用できる。このほか、軸を斜めにした斜軸形がある。
発電機の冷却は空冷によるもので、発電所内の空気を取入れ、所内または所外に排出するものや、発電機内部に冷却装置を置き、循環させるものがある。冷媒は専ら空気であり、一部のタービン発電機で見られる水素冷却は用いられない。

## 付帯設備

### 励磁装置
発電機を励磁し発電電圧を制御するため、電圧制御する自動電圧調整器、整流器、励磁機、主回路の電圧電流を検出する変成器などから構成される制御装置。

### 支持方式
水車発電機の回転子は数個の軸受によって支持される。軸受にはホワイトメタルが多く用いられてきたが、新素材として摩擦が極端に小さい四フッ化エチレン樹脂、いわゆるテフロンを用いたものや、接触部分のない磁気軸受も徐々に採用されている。
立軸機では、軸受の配置によってもいくつか種類がある。
- 普通形: スラスト軸受を電機子上部に、案内軸受を電機子直下に配置したもの。
- かさ形: スラスト軸受を電機子の直下に配置したもの。
- 準かさ形: かさ形をベースに、電機子上部に案内軸受を設けたもの。
- 低支持形: 水車付近にスラスト軸受を配置したもの。

大容量機ではかさ形、もしくは準かさ形が採用される。

## 揚水機
水車発電機をベースに、水をくみ上げる揚水ポンプの機能を有するものを揚水機という。同軸上にポンプタービンを併設もしくは発電用水車の代わりにポンプ水車を接続したもので、揚水発電所の主要設備である。
揚水機はひんぱんな運転・停止や、揚水時の振動に耐えるよう設計する。

## 主な水車発電機メーカー
- 東芝
- 日立製作所
- 富士電機
- 三菱電機・三菱重工業
- AEG（ドイツ）